# Boris Sawtschuk
Boris Sawtschuk (russisch Борис Савчук, engl. Transkription Boris Savchuk; * 19. August 1943) ist ein ehemaliger sowjetischer Sprinter.
Bei den Olympischen Spielen 1964 in Tokio schied er über 200 Meter im Vorlauf aus und kam mit der sowjetischen Mannschaft in der 4-mal-100-Meter-Staffel auf den fünften Platz.
1966 gewann er mit der sowjetischen Stafette bei den Europameisterschaften in Budapest Silber in der 4-mal-100-Meter-Staffel. Bei den Europäischen Hallenspielen 1967 in Prag holte er Gold in der 4-mal-300-Meter-Staffel und Silber in der gemischten Staffel, bei den Europäischen Hallenspielen 1968 in Madrid Bronze in der 4-mal-364-Meter-Staffel und Gold in der gemischten Staffel.
Bei den Europameisterschaften 1969 in Athen wurde er Siebter über 400 Meter und gewann mit der sowjetischen Mannschaft Silber in der 4-mal-400-Meter-Staffel.
Einer Goldmedaille in der 4-mal-400-Meter-Staffel bei den Halleneuropameisterschaften 1970 in Wien folgte bei den Halleneuropameisterschaften 1971 in Sofia Silber über 400 Meter und in der 4-mal-400-Meter-Staffel.
Sowjetischer Meister wurde er 1970 über 200 Meter, 1967, 1968 und 1970 über 400 Meter sowie 1966 in der Halle über 300 Meter.

## Persönliche Bestzeiten
- 100 m: 10,3 s, 24. Juli 1965, Kiew